# 拉容谢尔圣莫里斯
拉容谢尔圣莫里斯（法語：La Jonchère-Saint-Maurice，法語發音：[la ʒɔ̃ʃɛʁ sɛ̃ mɔʁis]）是法国新阿基坦大区上维埃纳省的一个市镇，属于利摩日区。

## 地理
拉容谢尔圣莫里斯（45°59'57"N, 1°28'4"E）面积15.59 平方千米，位于法国新阿基坦大区上维埃纳省，该省份为法国中西部省份，北起顺时针与安德尔省、克勒兹省、科雷兹省、多爾多涅省、夏朗德省和维埃纳省接壤。
与拉容谢尔圣莫里斯接壤的市镇（或旧市镇、城区）包括：雅布雷耶莱博尔德、莱比朗日、圣洛朗莱塞格利斯、圣莱热拉蒙塔涅。
拉容谢尔圣莫里斯的时区为UTC+01:00、UTC+02:00（夏令时）。

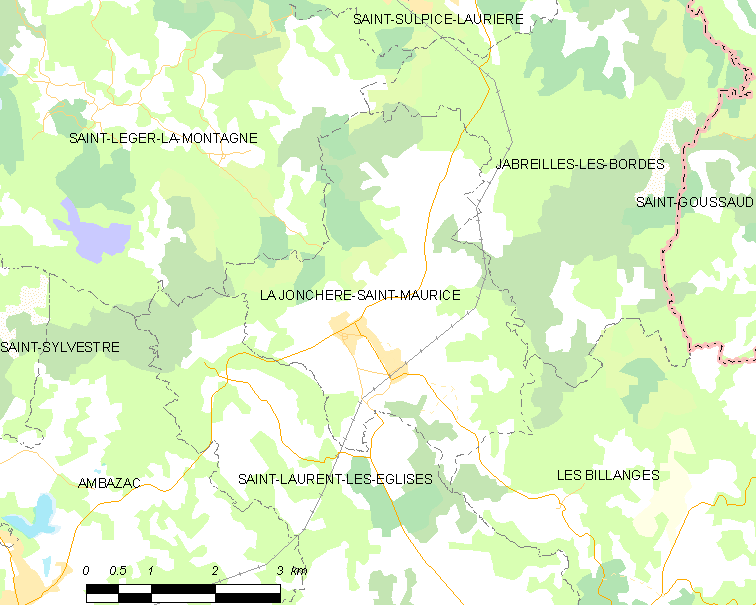
拉容谢尔圣莫里斯的OSM定位图

## 行政
拉容谢尔圣莫里斯的邮政编码为87340，INSEE市镇编码为87079。

## 政治
拉容谢尔圣莫里斯所属的省级选区为昂巴扎克县。

## 人口

1962-2008年间拉容谢尔圣莫里斯人口变化图示

拉容谢尔圣莫里斯于2022年1月1日时的人口数量为802人。